# 2007年の宝塚歌劇公演一覧
本項目では、2007年の宝塚歌劇公演一覧（2007ねんのたからづかかげきこうえんいちらん）について示す。

## 宝塚大劇場公演

### 月組
- 1月1日（月・祝） - 2月5日（月）
  - 『パリの空よりも高く<菊田一夫・作「花咲く港」より>』（植田紳爾　脚本・演出）
  - 『ファンシー・ダンス』（三木章雄　作・演出）

外部リンク
- 宝塚歌劇団・公演案内

### 花組
- 2月9日（金） - 3月19日（月）
  - 『明智小五郎の事件簿-黒蜥蜴<江戸川乱歩・作「黒蜥蜴」より>』（木村信司　脚本・演出）
  - 『TUXEDO JAZZ』（荻田浩一　作・演出）

外部リンク
- 宝塚歌劇団・公演案内

### 星組
- 3月23日（金） - 4月30日（月）
  - 『さくら -妖しいまでに美しいおまえ-』（谷正純　作・演出）
  - 『シークレット・ハンター -この世で、俺に盗めぬものはない-』（児玉明子　作・演出）

外部リンク
- 宝塚歌劇団・公演案内

### 雪組
- 5月4日（金） - 6月18日（月）
  - 『エリザベート -愛と死の輪舞-』（ミヒャエル・クンツェ　脚本・歌詞、小池修一郎　潤色・演出）

外部リンク
- 宝塚歌劇団・公演案内

### 宙組
- 6月22日（金） - 7月30日（月）
  - 『バレンシアの熱い花』（柴田侑宏　作、柴田侑宏・中村暁　演出）
  - 『宙 FANTASISTA!』（藤井大介　作・演出）

外部リンク
- 宝塚歌劇団・公演案内

### 月組
- 8月3日（金） - 9月17日（月）
  - 『MAHOROBA -遥か彼方YAMATO-』（謝珠栄　作・演出・振付）
  - 『マジシャンの憂鬱』（正塚晴彦　作・演出）

外部リンク
- 宝塚歌劇団・公演案内

### 花組
- 9月21日（金） - 10月29日（月）
  - 『アデュー・マルセイユ -マルセイユへ愛をこめて-』（小池修一郎　作・演出）
  - 『ラブ・シンフォニー』（中村一徳　作・演出）

外部リンク
- 宝塚歌劇団・公演案内

### 星組
- 11月2日（金） - 12月15日（土）
  - 『エル・アルコン-鷹-<青池保子・原作「エル・アルコン-鷹-」「七つの海七つの空」より>』（齋藤吉正　脚本・演出）
  - 『レビュー・オルキス -蘭の星-』（草野旦　作・演出）

外部リンク
- 宝塚歌劇団・公演案内

## 東京宝塚劇場公演

### 宙組
- 1月2日（火） - 2月12日（月・祝）
  - 『維新回天・竜馬伝! -硬派・坂本竜馬III-』（石田昌也　作・演出）
  - 『ザ・クラシック -I LOVE CHOPIN-』（草野旦　作・演出）

外部リンク
- 宝塚歌劇団・公演案内

### 月組
- 2月17日(土) - 4月1日(日) 
  - 『パリの空よりも高く<菊田一夫・作「花咲く港」より>』（植田紳爾　脚本・演出）
  - 『ファンシー・ダンス』（三木章雄　作・演出）

外部リンク
- 宝塚歌劇団・公演案内

### 花組
- 4月6日(金) - 5月13日(日) 
  - 『明智小五郎の事件簿 -黒蜥蜴-<江戸川乱歩・作「黒蜥蜴」より>』（木村信司　脚本・演出）
  - 『TUXEDO JAZZ』（荻田浩一　作・演出）

外部リンク
- 宝塚歌劇団・公演案内

### 星組
- 5月18日(金) - 7月1日(日) 
  - 『さくら -妖しいまでに美しいおまえ-』（谷正純　作・演出）
  - 『シークレット・ハンター -この世で、俺に盗めぬものはない-』（児玉明子　作・演出）

外部リンク
- 宝塚歌劇団・公演案内

### 雪組
- 7月6日(金) - 8月12日(日)
  - 『エリザベート -愛と死の輪舞-』（ミヒャエル・クンツェ　脚本・歌詞、小池修一郎　潤色・演出）

外部リンク
- 宝塚歌劇団・公演案内

### 宙組
- 8月17日(金) - 9月30日(日) 
  - 『バレンシアの熱い花』（柴田侑宏　作、柴田侑宏・中村暁　演出）
  - 『宙 FANTASISTA!』（藤井大介　作・演出）

外部リンク
- 宝塚歌劇団・公演案内

### 月組
- 10月5日(金) - 11月11日(日) 
  - 『MAHOROBA -遥か彼方YAMATO-』（謝珠栄　作・演出・振付）
  - 『マジシャンの憂鬱』（正塚晴彦　作・演出）

外部リンク
- 宝塚歌劇団・公演案内

### 花組
- 11月16日(金) - 12月24日(月) 
  - 『アデュー・マルセイユ -マルセイユへ愛をこめて-』（小池修一郎　作・演出）
  - 『ラブ・シンフォニー』（中村一徳　作・演出）

外部リンク
- 宝塚歌劇団・公演案内

## 宝塚バウホール公演

### 星組
- 1月2日（火） - 1月15日（月） 
  - 『Hallelujah（ハレルヤ） GO! GO!』（稲葉太地　作・演出）

- 1月20日（土） - 1月26日（金）
  - バウ・ワークショップ『ハロー!ダンシング』（草野旦　構成・演出）

外部リンク
- 宝塚歌劇団・公演案内　Hallelujah GO! GO!
- 宝塚歌劇団・公演案内　ハロー!ダンシング

### 雪組
- 2月3日（土） - 2月9日（金）
  - バウ・ワークショップ『ハロー!ダンシング』（草野旦　構成・演出）

- 2月24日（土） - 3月6日（火）
  - 『ノン ノン シュガー!!』（藤井大介　作・演出）

外部リンク
- 宝塚歌劇団・公演案内　ハロー!ダンシング
- 宝塚歌劇団・公演案内　ノン ノン シュガー!!

### 宙組
- 3月17日（土） - 3月23日（金） 
  - バウ・ワークショップ『ハロー!ダンシング』（草野旦　構成・演出）

- 4月7日(土) - 4月16日(月) 
  - 『NEVER SLEEP』（大野拓史　作・演出）

外部リンク
- 宝塚歌劇団・公演案内　ハロー!ダンシング
- 宝塚歌劇団・公演案内　NEVER SLEEP

### 月組
- 5月6日(日) - 5月12日(土)
- バウ・ワークショップ『ハロー!ダンシング』（草野旦　構成・演出）

- 5月19日(土) - 6月4日(月) 
  - 『大坂侍 -けったいな人々-』～司馬遼太郎・作「大坂侍」より～ （石田昌也　脚本・演出）

外部リンク
- 宝塚歌劇団・公演案内　ハロー!ダンシング
- 宝塚歌劇団・公演案内　大坂侍 -けったいな人々-

### 花組
- 6月16日(土) - 6月25日(月) 
  - 『舞姫 -MAIHIME- ～森鷗外・原作「舞姫」より～』（植田景子　脚本・演出）

- 7月28日(土) - 8月3日(金)　
  - バウ・ワークショップ『ハロー!ダンシング』（草野旦　構成・演出）

外部リンク
- 宝塚歌劇団・公演案内　舞姫
- 宝塚歌劇団・公演案内　ハロー!ダンシング

### 宙組
- 11月10日(土) - 11月19日(月)　
  - 『THE SECOND LIFE』（鈴木圭　作・演出）

外部リンク
- 宝塚歌劇団・公演案内

### 月組
- 12月15日(土) - 12月25日(火)
  - 『HOLLYWOOD LOVER』（植田景子　作・演出）

外部リンク
- 宝塚歌劇団・公演案内

## その他の日本公演

### 星組・特別
- 1月4日（木） - 1月11日（木） 東京・日本青年館
  - 『ヘイズ・コード』（大野拓史　作・演出）

外部リンク
- 宝塚歌劇団・公演案内

### 雪組
- 2月2日（金） - 2月25日（日）　中日劇場
  - 『星影の人　-沖田総司・まぼろしの青春-』（柴田侑宏　作・演出、尾上菊之丞　演出・振付）
  - 『Joyful!!II』（藤井大介　作・演出）

外部リンク
- 宝塚歌劇団・公演案内

### 宙組
- 3月15日(木) - 3月27日(火)　大阪・シアター・ドラマシティ
  - 『A/L（アール） -怪盗ルパンの青春-』（齋藤吉正　作・演出）

外部リンク
- 宝塚歌劇団・公演案内

### 宙組・特別
- 4月1日(日) - 4月8日(日) 東京・日本青年館
  - 『A/L（アール） -怪盗ルパンの青春-』（齋藤吉正　作・演出）

外部リンク
- 宝塚歌劇団・公演案内

### 宙組
- 4月13日(金) - 4月15日(日)　中日劇場
  - 『A/L（アール） -怪盗ルパンの青春-』（齋藤吉正　作・演出）

外部リンク
- 宝塚歌劇団・公演案内

### 宙組・特別
- 4月21日(土) - 4月27日(金)　東京・日本青年館
  - 『NEVER SLEEP』（大野拓史　作・演出）

外部リンク
- 宝塚歌劇団・公演案内

### 月組・特別
- 6月9日(土) - 6月15日(金)　東京・日本青年館
  - 『大坂侍 -けったいな人々-』～司馬遼太郎・作「大坂侍」より～ （石田昌也　脚本・演出）

外部リンク
- 宝塚歌劇団・公演案内

### 月組
- 5月22日(火) - 6月18日(月) 　全国ツアー
  - 『ダル・レークの恋』（菊田一夫　作、酒井澄夫　潤色・演出）

外部リンク
- 宝塚歌劇団・公演案内

#### 公演場所
- 5月22日・23日	梅田芸術劇場・メインホール
- 5月25日・26日・27日　福岡市民会館
- 5月29日　アルカスSASEBO（長崎県）
- 5月31日　九州厚生年金会館（福岡県北九州市）
- 6月2日　須崎市立市民文化会館（高知県）
- 6月3日　高知県民文化ホール
- 6月5日　香川県県民ホール
- 6月6日	 西条市総合文化会館（愛媛県）
- 6月7日	 松山市民会館（愛媛県）
- 6月9日　広島厚生年金会館
- 6月10日　周南市文化会館（山口県）
- 6月12日　松戸市文化会館[森のホール21]（千葉県）
- 6月13日　川口総合文化センター（埼玉県）
- 6月14日　府中の森芸術劇場（東京都）
- 6月16・17日　神奈川県民ホール
- 6月18日　市川市文化会館（千葉県）

### 花組
- 7月7日(土) - 7月23日(月) 　梅田芸術劇場・メインホール
  - 『源氏物語 あさきゆめみしⅡ』（大和和紀　原作、草野旦　脚本・演出）

外部リンク
- 宝塚歌劇団・公演案内

### 星組
- 8月1日(水) - 8月23日(木)　博多座
  - 『シークレット・ハンター -この世で、俺に盗めぬものはない-』（児玉明子　作・演出）
  - 『ネオ・ダンディズム!II -男の美学-』（岡田敬二　作・演出）

- 9月1日(土) - 9月23日(日)　日生劇場
  - 『Kean（キーン）（英語版）』（ピーター・ストーン　脚本、谷正純　潤色・演出）

外部リンク
- 宝塚歌劇団・公演案内　博多座
- 宝塚歌劇団・公演案内　日生劇場

### 雪組
- 9月15日（土） - 10月13日（土） 全国ツアー
  - 『星影の人 -沖田総司・まぼろしの青春-』（柴田侑宏　作・演出、尾上菊之丞　演出・振付）
  - 『Joyful!!II』（藤井大介　作・演出）

外部リンク
- 宝塚歌劇団・公演案内

#### 公演場所
- 9月15日・16日・17日　梅田芸術劇場・メインホール
- 9月19日　前橋市民文化会館（群馬県）
- 9月20日　鴻巣市文化センター[クレアこうのす]（埼玉県）
- 9月22日　名取市文化会館（宮城県）
- 9月23日・24日　イズミティ21（宮城県）
- 9月26日　郡山市民文化センター（福島県）
- 9月27日　宇都宮市文化会館（栃木県）
- 9月29日・30日　新潟県民会館
- 10月1日　上越文化会館（新潟県）
- 10月3日　長野県県民文化会館
- 10月4日　まつもと市民芸術館（長野県）
- 10月6日　さいたま市文化センター（埼玉県）
- 10月7日・8日　市川市文化会館（千葉県）
- 10月10日　青森市文化会館（青森県）
- 10月12日・13日　北海道厚生年金会館

### 雪組
- 10月5日（金） - 10月17日（水） 大阪・シアタードラマシティ
  - 『シルバー・ローズ・クロニクル』（小柳奈穂子　作・演出）

外部リンク
- 宝塚歌劇団・公演案内

### 雪組・特別
- 10月23日(火) - 10月29日(月)　東京・日本青年館
  - 『シルバー・ローズ・クロニクル』（小柳奈穂子　作・演出）

外部リンク
- 宝塚歌劇団・公演案内

### 宙組
- 10月30日(火) - 11月25日(日)　全国ツアー
  - 『バレンシアの熱い花』（柴田侑宏　作、柴田侑宏・中村暁　演出）
  - 『宙 FANTASISTA!』（藤井大介　作・演出）

外部リンク
- 宝塚歌劇団・公演案内

#### 公演場所
- 10月30日・31日　梅田芸術劇場・メインホール
- 11月2日　市川市文化会館（千葉県）
- 11月3日　グリーンホール相模大野（神奈川県）
- 11月4日　茅ヶ崎市民文化会館（神奈川県）
- 11月6日　オーバード・ホール（富山市芸術文化ホール）（富山県）
- 11月8日　高山市民文化会館（岐阜県）
- 11月10日・11日　中京大学文化市民会館オーロラホール（名古屋市民会館大ホール）（愛知県）
- 11月13日・14日　静岡市民文化会館（静岡県）
- 11月16日　九州厚生年金会館（福岡県北九州市）
- 11月17日・18日　福岡市民会館（福岡県）
- 11月20日　熊本市民会館（熊本県）
- 11月21日　佐賀市文化会館（佐賀県）
- 11月23日　都城市総合文化ホール（宮崎県）
- 11月24日・25日　宝山ホール（鹿児島県文化センター）

### 月組
- 12月14日(金) - 12月26日(水)　大阪・シアタードラマシティ
  - 『A-"R"ex -如何にして大王アレクサンダーは世界の覇者たる道を邁進するに至ったか-』（荻田浩一　作・演出）

外部リンク
- 宝塚歌劇団・公演案内

## 催し物

### エンカレッジ・コンサート
- 9月7日 - 9月8日、宝塚バウホール公演、構成・演出：岡田敬二